# Gilbert Hernandez
Gilbert Hernandez, właśc. Gilberto Hernandez, ps. „Beto” (ur. 1 lutego 1957 w Oxnard) – amerykański scenarzysta i rysownik komiksowy. Razem z braćmi Jaimem i Mariem stworzył cenioną przez krytykę, niezależną serię Love and Rockets, wydaną przez Fantagraphics.

## Życiorys
Hernandez dorastał w Kalifornii wraz z piątką braci i siostrą. Zainteresowanie komiksem, podobnie jak bracia, odziedziczył po matce. Szczególnie zafascynowały go prace takich twórców jak Jack Kirby, Steve Ditko czy Hank Katcham i komiksy z linii Archie. Brat Mario pokazał mu świat komiksu undergroundowego zapoznając go z magazynem Zap Comix wydawanym przez Roberta Crumba. Duży wpływ na jego kształtowanie jako twórcy miała także muzyka, w szczególności punk (zwłaszcza scena kalifornijska u schyłku lat 70.) oraz new wave i glitter rock.

## Kariera
W początkach lat 80. Gilbert wraz z bratem Jaimem wykorzystywali swoje zdolności plastyczne do tworzenia ulotek i okładek płyt dla lokalnych kapel. Ten związek z muzyką powrócił do nich w formie hołdu, kiedy jeden z zespołów rockowych przyjął nazwę Love and Rockets na cześć ich najbardziej znanej serii komiksowej.
Popularność i uznanie przyniosła braciom seria Love and Rockets, której pierwszy zeszyt opublikowali własnym nakładem w 1981 roku. Wydanie to trafiło do magazynu Comics Journal, w wyniku czego wydawnictwo Fantagraphics zaproponowało im samodzielną serię komiksową. Zaczęła się ona ukazywać w 1982 roku. Po ukazaniu się 50 numerów seria została zawieszona, lecz reaktywowano ją w 2001 roku. W chwili obecnej seria jest kontynuowana w formie dorocznych antologii. W tym czasie Gilbert tworzył inne prace, m.in. Luba czy New Love. Stworzył także solowe projekty, Chance in hell, The Troublemakers i Speak of the devil, adaptacje fikcyjnych filmów klasy B.
Najbardziej znanym i uznanym dziełem Gilberta są historie z serii Heartbreak Soup Stories, znanej także jako Palomar, publikowane w Love and Rockets, rozgrywające się biednej meksykańskiej mieścinie Palomar.

## Odbiór krytyczny
Styl Gilberta jest często określany mianem „realizmu magicznego” lub „magiczno-realistycznego spojrzenia na środkowoamerykańską operę mydlaną”. Głównym tematem były postacie silnych, niezależnych kobiet, takich jak Luba, która z przyjezdnej obcej stała się właścicielka łaźni i kina, a następnie burmistrzem Palomar. Jego prace często mierzą się także z tematyka latynoską w USA. W opinii Junota Diaza, amerykańskiego profesora literatury na MIT i pisarza, Gilberta można by uznać za „największego amerykańskiego twórcę opowieści”.
Wraz z bratem Jamiem trafili na listę „Top 100 Next Wave Storytellers” tygodnika Time w 2009. Wraz z żoną, Carol Kovinick, stworzył program telewizyjny The Naked Cosmos, opowiadający o kosmicznym proroku znanym jako Quintas.

## Ważniejsze prace
- seria Love and Rockets
- Sloth (powieść graficzna) (2006) Vertigo
- Speak of the Devil (2007-8) Dark Horse Comics
- Luba (2009) Fantagraphics Books

## Nagrody
- 1986: Kirby Award dla najlepszej serii czarno-białej za Love & Rockets (Fantagraphics)
- 1986: Inkpot Award
- 1989: Harvey Award dla najlepszego scenarzysty za Love & Rockets (Fantagraphics)
- 1990: Harvey Award dla najlepszego scenarzysty za Love & Rockets (Fantagraphics)
- 1989: Harvey Award dla najlepszej serii za Love and Rockets (Fantagraphics Books)
- 1990: Harvey Award dla najlepszej serii za Love and Rockets (Fantagraphics Books)
- 2001: Harvey Award dla najlepszej nowej serii za Luba’s Comix and Stories (Fantagraphics Books)
- 2004: Harvey Award dla najlepszej nowelki lub pojedynczego odcinka za Love and Rockets #9 (Fantagraphics Books)
- 2009: Fellow Award od organizacji United States Artists